# Gold Award de la meilleure actrice dans un rôle négatif
Le Gold Award de la meilleure actrice dans un rôle négatif est l'une des catégories des Gold Awards présentées annuellement pour les séries télévisées et les artistes indiens, afin de récompenser un acteur qui a fourni une performance exceptionnelle dans un rôle.
Le prix est décerné pour la première fois en 2007. Anita Hassanandani (en) a remporté 4 prix pour 4 nominations. Kanika Maheshwari et Kamya Panjabi (en) ont remporté 2 prix chacune avec respectivement 3 et 2 nominations.

## Liste des lauréates
- 2007 : Kamya Panjabi (en) - Banoo Main Teri Dulhann
- 2008 : Sanjeeda Sheikh - Kayamath (en)
- 2009 : Pas de Gold Awards
- 2010 : Rashami Desai (en) - Uttaran (en)
- 2011 : Usha Nadkarni (en) - Pavitra Rishta (en)[1],[2].
- 2012 : Kanika Maheshwari - Diya Aur Baati Hum (en)[3].
- 2013 : Kanika Maheshwari - Diya Aur Baati Hum (en)[4].
- 2014 : Anita Hassanandani (en) - Ye Hai Mohabbatein (en)
- 2015 : Anita Hassanandani (en) - Ye Hai Mohabbatein (en)[5],[6].
- 2016 : Anita Hassanandani (en) - Ye Hai Mohabbatein (en)[7].
- 2017 : Anita Hassanandani (en) - Ye Hai Mohabbatein (en) et Kamya Panjabi (en) - Shakti - Astitva Ke Ehsaas Ki (en)
- 2018 : Shikha Singh (en) - Les Changements du destin[8].
- 2019 : Hina Khan (en) - Kasautii Zindagii Kay (en)[9].